# Lasianthus hispidulus
Lasianthus hispidulus är en måreväxtart som först beskrevs av Emmanuel Drake del Castillo, och fick sitt nu gällande namn av Charles-Joseph Marie Pitard. Lasianthus hispidulus ingår i släktet Lasianthus och familjen måreväxter. Inga underarter finns listade i Catalogue of Life.